# Byteshandel
Byteshandel är handel som utgörs av byten av  nyttigheter mot andra nyttigheter. Med nyttigheter menas någonting som någon uppfattar ha en nytta t.ex. mat, en bil eller bostad.
Vid ett byte får man alltid någonting tillbaka för det som man ger. Bytet sker om båda parter betraktar ett högre värde i varandras reala nyttigheter. Till exempel, en person som byter 1 kg potatis mot en liter mjölk, värderar ett byte inklusive mjölken -- högre än den potatis som han/hon ger upp.
Byteshandel övergick gradvis i handel med pengar, när det började förekomma handelsvaror som hade känt värde och var lätt att byta vidare och som började användas som bytesvara som inbytaren tänkt byta bort igen, till exempel metaller.